# Element (software)
Element (anteriormente Riot and Vector) é um software de mensagens instantâneas livre e de código aberto que utiliza o protocolo Matrix.

## História
A aplicação era originalmente conhecida como Vector quando foi lançada em sua versão beta em 2016. Foi renomeada para Riot em setembro daquele mesmo ano.
Em 2016, a função de criptografia de ponta a ponta foi adicionada e lançada em beta para usuários. Em maio de 2020, os desenvolvedores anunciaram estar habilitando por padrão no Riot para novas conversas não públicas.
Em abril de 2019, um novo aplicativo foi lançado na Google Play Store em resposta as chaves criptográficas usadas para assinar a versão Android estarem comprometidas.
Em julho de 2020, Riot foi renomeado para Element.
Em janeiro de 2021, o Element foi brevemente suspendido da Play Store em resposta a um relatório de conteúdo abusivo enviado por usuários no servidor padrão do Element, matrix.org. A equipe do Element corrigiu o problema e o aplicativo foi trazido de volta à Play Store.

Em maio de 2023, o governo da India baniu 14 aplicativos de mensagem, incluindo o Element. O banimento foi decretado por recomendação do Ministério do Interior, citando o terrorismo em Jamu e Caxemira como a principal causa.

Logo do Riot de 2019 até 2020.